# М'якопіднебінний носовий приголосний
М’якопіднебінний носовий приголосний — приголосний звук, що існує в деяких мовах. У Міжнародному фонетичному алфавіті записується як ⟨ŋ⟩ («n» з гачком праворуч). В українській мові цей звук передається на письмі диграфами нг або нґ.[джерело?]

## Назва
- Велярний зімкнено-носовий
- Велярний носовий
- Задньопіднебінний зімкнено-носовий
- Задньопіднебінний носовий
- М’якопіднебінний зімкнено-носовий
- М’якопіднебінний носовий

## Властивості
Властивості м’якопіднебінного носового:
- Тип фонації — дзвінка, тобто голосові зв'язки вібрують від час вимови.
- Спосіб творення — зімкнений, тобто повітряний потік повністю перекривається.
- Місце творення — м’якопіднебінне, тобто він артикулюється задньою спинкою язика на м’якому піднебінні.
- Це носовий приголосний, тобто повітря вільно виходить крізь ніс.
- Це центральний приголосний, тобто повітря проходить над центральною частиною язика, а не по боках.
- Механізм передачі повітря — егресивний легеневий, тобто під час артикуляції повітря виштовхується крізь голосовий тракт з легенів, а не з гортані, чи з рота.

## Приклади
| Мова                | Слово         | МФА           | Значення        | Примітки                                                    |
| ------------------- | ------------- | ------------- | --------------- | ----------------------------------------------------------- |
| албанська           | ngaqë         | [ŋɡacə]       | тому що         |                                                             |
| алеутська           | chaang        | [tʃɑːŋ]       | п'ять           |                                                             |
| англійська          | sing          | [sɪŋ]         | співати         | Див. англійська фонетика                                    |
| баскська            | hanka         | [haŋka]       | нога            |                                                             |
| бенгальська         | রঙ            | [rɔŋ]         | колір           |                                                             |
| валійська           | rhwng         | [r̥ʊŋ]         | між             |                                                             |
| вірменська (східна) | ընկեր         | [əŋˈkɛɾ]      | друг            | Алофон /n/ перед /k/ і /ɡ/.                                 |
| в'єтнамська         | ngà           | [ŋaː˨˩]       | слонова кістка  | Див. в'єтнамська фонетика                                   |
| гебрейська          | אנגלית        | [aŋɡˈlit]     | англійська      | Алофон /n/ перед /k/ і /ɡ/. Див. Modern гебрейська фонетика |
| гінді               | रंग            | [rəŋɡ]        | колір           | Див. фонетика гінді                                         |
| голландська         | angst         | [ɑŋst]        | страх           | Див. голландська фонетика                                   |
| грецька             | αποτυγχάνω    | [apo̞tiŋˈxano̞] | я провалююся    | Див. Modern грецька фонетика                                |
| данська             | sang          | [sɑŋˀ]        | пісня           | Див. данська фонетика                                       |
| індонезійська       | bangun        | [bäŋʊn]       | вставати        |                                                             |
| ісландська          | göng          | [ˈkøyŋk]      | тунель          | Див. ісландська фонетика                                    |
| іспанська           | domingo       | [d̪o̞ˈmĩŋɡo̞]    | неділя          | Алофон /n/. Див. іспанська фонетика                         |
| італійська          | anche         | [ˈaŋke]       | також           | Див. італійська фонетика                                    |
| ітельменська        | қниң          | [qniŋ]        | один            |                                                             |
| каталанська         | sa'ng         | [ˈsaŋ(k)]     | кров            | Див. каталанська фонетика                                   |
| китайська           | 北京          | [peɪ˨˩tɕiŋ˥]  | Пекін           | Див. китайська фонетика                                     |
| корейська           | 방]/bang      | [paŋ]         | кімната         | Див. корейська фонетика                                     |
| люксембурзька       | keng          | [kʰæŋ]        | ніхто           | Див. люксембурзька фонетика                                 |
| німецька            | lang          | [laŋ]         | довгий          | Див. німецька фонетика                                      |
| македонська         | aнглиски      | [ˈaŋɡliski]   | англійська      | Алофон /n/ перед /k/ і /ɡ/. Див. македонська фонетика       |
| малайська           | bangun        | [bäŋon]       | вставати        |                                                             |
| маратхі             | संगणक          | [səŋɡəɳək]    | комп'ютер       | Див. фонетика маратхі                                       |
| марійська           | еҥ            | [jeŋ]         | людина          |                                                             |
| нівхська            | ңамг          | [ŋamɡ]        | сім             |                                                             |
| норвезька           | gang          | [ɡɑŋ]         | коридор         | Див. норвезька фонетика                                     |
| пенджабська         | ਵੰਙ            | [vəŋ]         | браслет         |                                                             |
| перська             | رنگ           | [ræːŋɡ]       | колір           | Див. перська фонетика                                       |
| польська            | bank          | [bäŋk]        | банк            | Алофон /n/ перед /k, ɡ, x/. Див. польська фонетика          |
| румунська           | câine         | [kɨŋi]        | собака          | Див. румунська фонетика                                     |
| сербська            | станка        | [stâːŋka]     | зупинка         | Алофон /n/ перед /k/ і /ɡ/. Див. сербська фонетика          |
| словенська          | tank          | [taŋk]        | танк            |                                                             |
| тайська             | งาน           | [ŋaːn]        | робота          |                                                             |
| татарська           | маңгай        | [mɑŋˈɡɑɪ̯]     | чоло            |                                                             |
| туркменська         | birmeňzeş     | [biɾmeŋðeʃ]   | ідентичний      |                                                             |
| угорська            | ing           | [iŋɡ]         | сорочка         | Алофон /n/. Див. угорська фонетика                          |
| філіппінська        | ngayón        | [ŋaˈjon]      | зараз           |                                                             |
| фінська             | kangas        | [ˈkɑŋːɑs]     | одяг            | Див. фінська фонетика                                       |
| французька          | parking       | [paʁkiŋ]      | стоянка         | Лише у запозиченнях. Див. французька фонетика               |
| чеська              | tank          | [taŋk]        | танк            | Див. чеська фонетика                                        |
| чукотська           | ңыроқ         | [ŋəɹoq]       | два             |                                                             |
| шведська            | ingenting     | [ɪŋɛnˈtʰɪŋ]   | нічого          | Див. шведська фонетика                                      |
| японська            | 南極/nankyoku | [naŋkʲokɯ]    | південний полюс | Див. японська фонетика                                      |

## Приклади транскрипції звуку українською
В українській мові /ŋ/ відсутній. На письмі передається сполученням нг (ясенний носовий приголосний /n/ + дзвінкий гортанний фрикативний /ɦ/).
Наприклад:
- boeing [bəʊɪŋ] Боїнг
- Goering [ɡøːʁɪŋ] Герінг
- king [kɪŋ] Кінг
- schlang [ʃlaŋ] шланг
- viking [vajkɪŋ] вікінг
- wing [wɪŋ] Кроу-Вінг

У прізищах і деяких іменах допускається більш точне передавання через нґ (ясенний носовий приголосний /n/ + дзвінкий м'якопіднебінний проривний /ɡ/).
Наприклад:
- Rowling [ˈroʊlɪŋ] Роулінґ
- King [kɪŋ] Кінґ